# Вільгельм Штекель
Вільгельм Штекель (англ. Wilhelm Stekel; 18 березня 1868, Бояни — 25 червня 1940, Лондон) — австрійський психіатр і композитор — самоук, один із піонерів психоаналізу, винахідник терміна «парафілія».
Велику роль у створеному Вільгельмом Штекелем активному психоаналізі грає ефект раптовості, бо саме через те інтерпретації робляться активніше. Також для підходу Штекеля є характерною опора безпосередньо на інтуїцію. Штекель твердо дотримувався теорії Едипового комплексу і невпинно підкреслював роль несвідомих процесів у виникненні невротичних розладів. Завдяки дослідженням і працям Штекеля психоаналітична короткострокова терапія збагатилася новими знаннями.

## Біографія
Штекель пішов з життя добровільно в 1940 році через тяжку хворобу, прийнявши велику дозу аспірину.

## Творчість
Вільгельм Штекель відрізнявся поміж інших науковців свого часу величезною літературною плодючістю. Як приклад — праця Штекеля під назвою «Розлади в життя потягів і афектів» (Stekel, 1908) складається з десяти томів.
Для Вільгельма Штекеля незаперечним авторитетом серед колег був Зигмунд Фрейд, але той часто публічно критикував активну техніку Вільгельма Штекеля, де він легковажно використовував мало аргументовані інтерпретації несвідомих мотивів.Розбіжності між позиціями Штекеля і Фрейда незабаром стали настільки непереборними, що Штекель, слідом за науковцем Альфредом Адлером, був змушений покинути членство у Віденському психоаналітичному товаристві.
У 1911 році Вільгельм Штекель опублікував головну наукову працю свого життя — «Мова сновидінь». У ній Штекель розвинув свою теорію символів. Книга мала вирішальний вплив на формування психоаналізу.